# Ginástica artística nos Jogos Olímpicos de Verão de 2012 - Salto feminino
A final feminina do salto sobre a mesa da ginástica artística nos Jogos Olímpicos de Verão de 2012 foi realizada na North Greenwich Arena, em 5 de agosto.

## Medalhistas
| Ouro   | ROU Sandra Izbaşa   |
| Prata  | USA McKayla Maroney |
| Bronze | RUS Maria Paseka    |

## Qualificatória
| Pos. | Ginasta                      | Pontos | Nota |
| ---- | ---------------------------- | ------ | ---- |
| 1    | USA McKayla Maroney          | 15.800 | Q    |
| 2    | ROU Sandra Izbaşa            | 15.316 | Q    |
| 3    | RUS Maria Paseka             | 15.049 | Q    |
| 4    | GER Oksana Chusovitina       | 14.808 | Q    |
| 5    | DOM Yamilet Peña             | 14.699 | Q    |
| 6    | GER Janine Berger            | 14.483 | Q    |
| 7    | CAN Brittany Rogers          | 14.483 | Q    |
| 8    | CAN Elsabeth Black           | 14.366 | Q    |
| 9    | SUI Giulia Steingruber       | 13.924 | R    |
| 10   | BLR Nastassia Marachkouskaya | 13.800 | R    |
| 11   | CAN Kristina Vaculik         | 13.800 |      |
| 12   | VIE Phan Thi Ha Thanh        | 13.533 | R    |

- Q – Qualificada para a final
- R – Reserva

## Final
| Pos.              | Ginasta                | Salto 1 | Salto 1 | Salto 1 | Salto 1       | Salto 2 | Salto 2 | Salto 2 | Salto 2       | Total  |
| Pos.              | Ginasta                | Nota A  | Nota B  | Pen.    | Nota do salto | Nota A  | Nota B  | Pen.    | Nota do salto | Total  |
| ----------------- | ---------------------- | ------- | ------- | ------- | ------------- | ------- | ------- | ------- | ------------- | ------ |
| Medalha de ouro   | ROU Sandra Izbaşa      | 6.100   | 9.283   |         | 15.383        | 5.800   | 9.200   |         | 15.000        | 15.191 |
| Medalha de prata  | USA McKayla Maroney    | 6.500   | 9.666   | 0.300   | 15.866        | 6.100   | 8.200   |         | 14.300        | 15.083 |
| Medalha de bronze | RUS Maria Paseka       | 6.500   | 8.900   |         | 15.400        | 5.600   | 9.100   |         | 14.700        | 15.050 |
| 4                 | GER Janine Berger      | 6.300   | 8.833   |         | 15.133        | 6.000   | 8.900   |         | 14.900        | 15.016 |
| 5                 | GER Oksana Chusovitina | 6.300   | 8.800   |         | 15.100        | 5.500   | 8.966   |         | 14.466        | 14.783 |
| 6                 | DOM Yamilet Peña       | 7.100   | 7.566   | 0.100   | 14.566        | 5.800   | 8.666   |         | 14.466        | 14.516 |
| 7                 | CAN Brittany Rogers    | 5.800   | 8.966   |         | 14.766        | 5.600   | 8.600   |         | 14.200        | 14.483 |
| 8                 | CAN Elsabeth Black     | 0.000   | 0.000   |         | 0.000         | 0.000   | 0.000   |         | 0.000         | 0.000  |